# Club Atlético Excursionistas
Il Club Atlético Excursionistas è una società sportiva argentina con sede nel distretto di Belgrano a Buenos Aires. I suoi colori sociali sono il bianco e il verde. La prima squadra milita attualmente nella Primera C Metropolitana.

## Storia
Il club venne fondato il 1º febbraio 1910 da un gruppo di amici che erano soliti organizzare delle escursioni nel delta del Paraná e all'Isola Maciel. La prima denominazione ufficiale fu Club Unión Excursionistas.

## Colori sociali
I colori sociali dell'Excursionistas sono il verde ed il bianco. Il verde richiamava il colore dell'erba mentre il bianco era un'allusione al bianco delle lenzuola che i fondatori utilizzavano nei picnic durante le loro escursioni.
Inizialmente la maglietta era verde con una banda orizzontale, successivamente venne sostituita dall'attuale a strisce verticali bianco-verdi.

## Palmarès

### Competizioni nazionali
- Primera C: 3

1926, 2016, 2023

## Tifosi famosi
- Javier Saviola
- René Houseman
- Emir Kusturica